# Organizacja Jedności Afroamerykańskiej
Organizacja Jedności Afroamerykańskiej – organizacja założona w 1964 roku przez Malcolma X na Uniwersytecie Columbia, wzorowana na Organizacji Jedności Afrykańskiej. Miała na celu walkę o interesy społeczności afroamerykańskiej. Upadła po śmierci jej założyciela.